# Brun flugskvätta
Brun flugskvätta (Microeca fascinans) är en fågel i familjen sydhakar inom ordningen tättingar.

## Utseende
Brun flugskvätta är en liten sydhake med gråbrun ovansida och ljus undersida. Stjärten är mörk med tydligt vitt på yttre stjärtpennorna. Karakteristiskt är beteendet att vippa stjärten från sida till sida. Hona svarthuvad sydhake liknar brun flugskvätta men har mörkare vingar med ljusa vingpaneler. Hona guldvisslare är mycket större och knubbigare, med tjock näbb och gult på nedre delen av buken.

## Utbredning och systematik
Brun flugskvätta delas in i fyra underarter med följande utbredning:
- M. f. zimmeri –Papua Nya Guinea (Port Moresby-området).
- M. f. pallida – norra och östra Australien (nordvästra Western Australia till nordvästra New South Wales).
- M. f. fascinans – östra Australien (Cooktown till södra Victoria och sydöstra South Australia).
- M. f. assimilis – södra Australien (Shark Bay, Western Australia till sydvästra New South Wales).

## Levnadssätt
Brun flugskvätta hittas i öppet skogslandskap. Där ses den vanligen i par, sittande synligt på trädstrumpar eller stolpar. Liksom andra sydhakar gör den utfall mot byten på marken.

## Status och hot
Arten har ett stort utbredningsområde, men tros minska i antal, dock inte tillräckligt kraftigt för att den ska betraktas som hotad. Internationella naturvårdsunionen IUCN listar arten som livskraftig (LC).